# Myrmecocystus
Myrmecocystus Wesmael, 1838 è un genere di formiche della sottofamiglia Formicinae.

## Biologia
È uno dei sette generi di formiche mellifere, caratterizzati dalla presenza di individui (chiamati repletes) che hanno l'unico compito di immagazzinare sostanze zuccherine e alimentare le operaie tramite trofallassi.

## Distribuzione e habitat
Le specie di questo genere sono diffuse nelle zone aride e semiaride del Nord America (Stati Uniti e Messico), con la maggiore biodiversità concentrata nel sud della California.

## Tassonomia
Il genere è composto dalle seguenti specie:
- Myrmecocystus arenarius Snelling, 1982
- Myrmecocystus christineae Snelling, 1982
- Myrmecocystus colei Snelling, 1976
- Myrmecocystus creightoni Snelling, 1971
- Myrmecocystus depilis Forel, 1901
- Myrmecocystus ewarti Snelling, 1971
- Myrmecocystus flaviceps Wheeler, 1912
- Myrmecocystus hammettensis Cole, 1938
- Myrmecocystus intonsus Snelling, 1976
- Myrmecocystus kathjuli Snelling, 1976
- Myrmecocystus kennedyi Snelling, 1969
- Myrmecocystus koso Snelling, 1976
- Myrmecocystus lugubris Wheeler, 1909
- Myrmecocystus melanoticus Wheeler, 1914
- Myrmecocystus melliger Forel, 1886
- Myrmecocystus mendax Wheeler, 1908
- Myrmecocystus mexicanus Wesmael, 1838
- Myrmecocystus mimicus Wheeler, 1908
- Myrmecocystus navajo Wheeler, 1908
- Myrmecocystus nequazcatl Snelling, 1976
- Myrmecocystus perimeces Snelling, 1976
- Myrmecocystus placodops Forel, 1908
- Myrmecocystus pyramicus Smith, 1951
- Myrmecocystus romainei Snelling, 1975
- Myrmecocystus semirufus Emery, 1893
- Myrmecocystus tenuinodis Snelling, 1976
- Myrmecocystus testaceus Emery, 1893
- Myrmecocystus wheeleri Snelling, 1971
- Myrmecocystus yuma Wheeler, 1912